# Ирматов, Равшан Сайфиддинович
Равша́н Сайфидди́нович Ирма́тов (узб. Ravshan Sayfiddinovich Ermatov; род. 9 августа 1977, Ташкент) — узбекский футбольный судья, инструктор и функционер.
Его карьера судьи продолжалась с 2000 по 2019 годы. Рекордсмен в истории чемпионатов мира по количеству проведённых матчей в качестве главного арбитра (11). 10 раз признавался лучшим судьёй года в Узбекистане, 5 раз признавался лучшим судьёй года в Азии, обладатель награды Global Soccer Awards в номинации лучший судья года в мире. В 2013 году вошел в десятку лучших судей мира по версии IFFHS. Обладатель высших наград и орденов Узбекистана.
С 15 июля 2019 года — первый вице-президент Футбольной ассоциации Узбекистана. В марте 2023 года стал заместителем главы судейского комитета Азиатской конфедерации футбола.

## Биография
Учился в средней школе № 115 им. Айбека, а затем № 34 в Ташкенте.

### Карьера футболиста (1996)
В 1996 году выступал за клуб Первой лиги Узбекистана «Газалкент» из Ташкентского вилоята, но после тяжелой травмы закончил свою игровую карьеру в качестве футболиста. Отец Равшана, Сайфиддин Газиевич Ирматов (1953—2024) — известный в Узбекской ССР футбольный судья, судивший ещё матчи чемпионата СССР, посоветовал сыну карьеру судьи.

### Карьера футбольного судьи (2000—2019)
Сначала начал судить матчи первой лиги чемпионата Узбекистана, а позднее и матчи высшей лиги этой страны. В 2003 году, в возрасте 25 лет, стал судьёй ФИФА. В том же году судил матчи чемпионата мира среди юношей. А в 2007 году отработал в двух матчах молодёжного чемпионата мира. Годом позже работал на финале клубного чемпионата мира.
Неоднократно был судьёй на матчах Кубка Азии и Лиги чемпионов АФК. Начиная с 2008 до 2011 года признавался лучшим судьёй Азии, став первым судьёй в истории АФК, получившим эту награду четыре раза подряд.
В 2010 году Равшан Ирматов был судьёй матча-открытия чемпионата мира между сборными ЮАР и Мексики. Затем он обслуживал ещё 4 матча, включая полуфинальный матч Уругвай — Нидерланды. Ирматов стал третьим судьёй в истории, обслуживавшим пять матчей на одном чемпионате мира. По признанию прессы,
Равшан Ирматов … отработал в ЮАР на пяти матчах, в том числе в полуфинале Уругвай — Нидерланды и не допустил в них ни одной серьёзной ошибки. Рефери отлично читает игру, славится психологической устойчивостью и решительностью.
В 2011 году Ирматов был назначен на финальные матчи Кубка Азии (Япония — Австралия) и клубного чемпионата мира («Сантос» — «Барселона»).
В 2012 году последовало приглашение Ирматова в Лондон на Олимпийские игры, где он отсудил три матча, в том числе и матч за 3-е место.
В 2013 году Ирматов принимал участие в судействе на Кубке Конфедераций в Бразилии. В 2013 году вошёл в десятку лучших судей мира по версии международной федерации футбольной истории и статистики.
На чемпионате мира 2014 года в Бразилии отработал четыре матча: три поединка на групповом этапе и четвертьфинальный матч Нидерланды — Коста-Рика.
На Кубке конфедераций 2017 года в России отработал видеоассистентом главных судей азиатской зоны.
На чемпионате мира 2018 года судил матчи групповой стадии Аргентина — Хорватия и Испания — Марокко.
Равшан Ирматов является рекордсменом по количеству матчей чемпионатов мира по футболу — на 25 июня 2018 года в его активе 11 игр в качестве главного судьи.
В январе 2019 года был приглашён для обслуживания матчей Кубка Азии по футболу, который проходил в ОАЭ. В конце 2019 года официально завершил судейскую карьеру. Церемония чествования прошла в штаб-квартире АФК (Куала-Лумпур) 27 ноября 2019 года.

### Карьера футбольного функционера (с 2019)
С 15 июля 2019 года — первый вице-президент Футбольной ассоциации Узбекистана.
В марте 2023 года стал заместителем главы судейского комитета Азиатской конфедерации футбола.

## Личная жизнь
Ирматов женат, имеет дочку и сыновей-близнецов, родившихся в 2010 году. Владеет узбекским, русским и английским языками.

## Матчи на крупных турнирах
- Клубный чемпионат мира 2008

| #     | Дата            | Стадия     | Матч                         | Результат | Всего | Всего | Пенальти |
| ----- | --------------- | ---------- | ---------------------------- | --------- | ----- | ----- | -------- |
| 1     | 13 декабря 2008 | 1/4 финала | Аль-Ахли — Пачука            | 2:4       | 5     | 0     | 0        |
| 2     | 21 декабря 2008 | Финал      | ЛДУ Кито — Манчестер Юнайтед | 0:1       | 6     | 1     | 0        |
| ИТОГО | ИТОГО           | ИТОГО      | ИТОГО                        | ИТОГО     | 11    | 1     | 0        |

- Чемпионат мира 2010

| #     | Дата         | Стадия           | Матч                 | Результат | Всего | Всего | Пенальти |
| ----- | ------------ | ---------------- | -------------------- | --------- | ----- | ----- | -------- |
| 1     | 11 июня 2010 | Групповой турнир | ЮАР — Мексика        | 1:1       | 4     | 0     | 0        |
| 2     | 18 июня 2010 | Групповой турнир | Англия — Алжир       | 0:0       | 2     | 0     | 0        |
| 3     | 22 июня 2010 | Групповой турнир | Греция — Аргентина   | 0:2       | 2     | 0     | 0        |
| 4     | 3 июля 2010  | 1/4 финала       | Аргентина — Германия | 0:4       | 3     | 0     | 0        |
| 5     | 6 июля 2010  | 1/2 финала       | Уругвай — Нидерланды | 2:3       | 5     | 0     | 0        |
| ИТОГО | ИТОГО        | ИТОГО            | ИТОГО                | ИТОГО     | 16    | 0     | 0        |

- Кубок Азии 2011

| #     | Дата           | Стадия           | Матч                       | Результат | Всего | Всего | Пенальти |
| ----- | -------------- | ---------------- | -------------------------- | --------- | ----- | ----- | -------- |
| 1     | 11 января 2011 | Групповой турнир | Ирак — Иран                | 1:2       | 1     | 0     | 0        |
| 2     | 17 января 2011 | Групповой турнир | Саудовская Аравия — Япония | 0:5       | 3     | 0     | 0        |
| 3     | 22 января 2011 | 1/4 финала       | Иран — Республика Корея    | 0:1       | 5     | 0     | 0        |
| 4     | 29 января 2011 | Финал            | Австралия — Япония         | 0:1       | 3     | 0     | 0        |
| ИТОГО | ИТОГО          | ИТОГО            | ИТОГО                      | ИТОГО     | 12    | 0     | 0        |

- Клубный чемпионат мира 2011

| #     | Дата            | Стадия              | Матч                 | Результат | Всего | Всего | Пенальти |
| ----- | --------------- | ------------------- | -------------------- | --------- | ----- | ----- | -------- |
| 1     | 14 декабря 2011 | Матч за пятое место | Монтеррей — Эсперанс | 3:2       | 3     | 0     | 1        |
| 2     | 18 декабря 2011 | Финал               | Сантос — Барселона   | 0:4       | 4     | 0     | 0        |
| ИТОГО | ИТОГО           | ИТОГО               | ИТОГО                | ИТОГО     | 7     | 0     | 1        |

- Кубок конфедераций 2013

| #     | Дата         | Стадия           | Матч              | Результат | Всего | Всего | Пенальти |
| ----- | ------------ | ---------------- | ----------------- | --------- | ----- | ----- | -------- |
| 1     | 15 июня 2014 | Групповой турнир | Италия — Бразилия | 2:4       | 4     | 0     | 0        |
| ИТОГО | ИТОГО        | ИТОГО            | ИТОГО             | ИТОГО     | 4     | 0     | 0        |

- Чемпионат мира 2014

| #     | Дата         | Стадия           | Матч                    | Результат | Всего | Всего | Пенальти |
| ----- | ------------ | ---------------- | ----------------------- | --------- | ----- | ----- | -------- |
| 1     | 15 июня 2014 | Групповой турнир | Швейцария — Эквадор     | 2:1       | 2     | 0     | 0        |
| 2     | 23 июня 2014 | Групповой турнир | Хорватия — Мексика      | 1:3       | 3     | 1     | 0        |
| 3     | 26 июня 2014 | Групповой турнир | США — Германия          | 0:1       | 3     | 0     | 0        |
| 4     | 5 июля 2014  | 1/4 финала       | Нидерланды — Коста-Рика | 0:0       | 6     | 0     | 0        |
| ИТОГО | ИТОГО        | ИТОГО            | ИТОГО                   | ИТОГО     | 14    | 1     | 0        |

- Кубок Азии 2015

| #     | Дата           | Стадия           | Матч               | Результат | Всего | Всего | Пенальти |
| ----- | -------------- | ---------------- | ------------------ | --------- | ----- | ----- | -------- |
| 1     | 9 января 2015  | Групповой турнир | Австралия — Кувейт | 4:1       | 2     | 0     | 1        |
| 2     | 15 января 2015 | Групповой турнир | Катар — Иран       | 0:1       | 2     | 0     | 0        |
| 3     | 20 января 2015 | Групповой турнир | Япония — Иордания  | 2:0       | 4     | 0     | 0        |
| 4     | 27 января 2015 | 1/2 финала       | Австралия — ОАЭ    | 2:0       | 2     | 0     | 0        |
| ИТОГО | ИТОГО          | ИТОГО            | ИТОГО              | ИТОГО     | 10    | 0     | 1        |

- Клубный чемпионат мира 2017

| #     | Дата           | Стадия       | Матч           | Результат | Всего | Всего | Пенальти |
| ----- | -------------- | ------------ | -------------- | --------- | ----- | ----- | -------- |
| 1     | 9 декабря 2017 | Второй раунд | Пачука — Видад | 1:0       | 0     | 0     | 0        |
| ИТОГО | ИТОГО          | ИТОГО        | ИТОГО          | ИТОГО     | 0     | 0     | 0        |

- Чемпионат мира 2018

| #     | Дата         | Стадия           | Матч                 | Результат | Всего | Всего | Пенальти |
| ----- | ------------ | ---------------- | -------------------- | --------- | ----- | ----- | -------- |
| 1     | 21 июня 2018 | Групповой турнир | Аргентина — Хорватия | 0:3       | 7     | 0     | 0        |
| 2     | 25 июня 2018 | Групповой турнир | Испания — Марокко    | 2:2       | 6     | 0     | 0        |
| ИТОГО | ИТОГО        | ИТОГО            | ИТОГО                | ИТОГО     | 13    | 0     | 0        |

- Кубок Азии 2019

| #     | Дата          | Стадия           | Матч              | Результат | Всего | Всего | Пенальти |
| ----- | ------------- | ---------------- | ----------------- | --------- | ----- | ----- | -------- |
| 1     | 6 января 2019 | Групповой турнир | Сирия — Палестина | 0:0       | 5     | 1     | 0        |
| ИТОГО | ИТОГО         | ИТОГО            | ИТОГО             | ИТОГО     | 5     | 1     | 0        |

## Награды и достижения

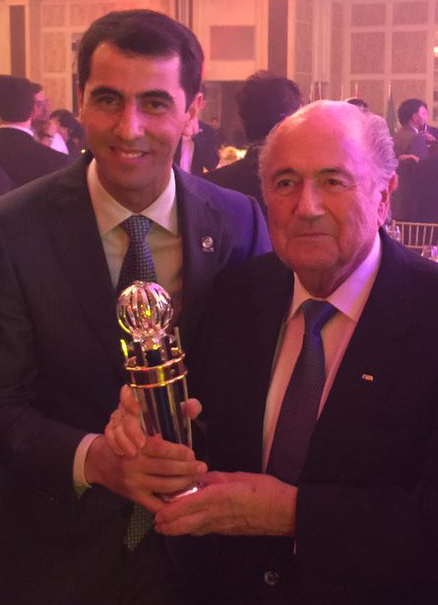
Равшан Ирматов и Йозеф Блаттер

После завершения чемпионата мира 2010 года указом президента Узбекистана Ислама Каримова Ирматову было присвоено почётное звание «Гордость Узбекистана», а его помощник (судья на линии) Рафаэль Ильясов награждён орденом «Дустлик».
25 июля 2014 года, после завершения чемпионата мира 2014 года, указом президента Ислама Каримова Ирматов был награждён орденом «Эл-юрт хурмати» («Уважение народа и Родины»), а также почетным знаком Федерации футбола Узбекистана за весомый вклад в развитие и прославление футбола Узбекистана.
Портал worldreferee.com признал Ирматова лучшим судьёй 2011 года.

### Награды
- Нагрудный знак «Узбекистон ифтихори» («Гордость Узбекистана»): 2010
- Орден «Эл-юрт хурмати» («Уважение народа и Родины»): 2014
- Орден «За выдающиеся заслуги» (Узбекистан): 2015
- Орден «Фидокорона хизматлари учун»: 2025[43]
- Лучший футбольный судья года в Азии (АФК) (5): 2008, 2009, 2010, 2011, 2014
- Лучший футбольный судья года в Узбекистане (ФФУ) (10): 2006, 2007 2008, 2009, 2010, 2011, 2012, 2013, 2014, 2015
- Награда Globe Soccer Awards лучшему футбольному судье года (2015)